# Montaillé
Montaillé ist eine französische Gemeinde mit 517 Einwohnern (Stand 1. Januar 2022) im Département Sarthe in der Region Pays de la Loire. Sie gehört zum Arrondissement Mamers und zum Kanton Saint-Calais. Die Einwohner werden Aillémontains genannt.

## Geographie
Montaillé liegt etwa 40 Kilometer ostsüdöstlich von Le Mans. 
Nachbargemeinden von Montaillé sind Semur-en-Vallon im Norden, Conflans-sur-Anille im Osten, Saint-Calais im Süden und Südosten, Sainte-Cérotte im Süden und Südwesten, Écorpain im Westen sowie Coudrecieux im Westen und Nordwesten.

## Bevölkerungsentwicklung
| Jahr                      | 1962 | 1968 | 1975 | 1982 | 1990 | 1999 | 2006 | 2013 |
| Einwohner                 | 721  | 668  | 556  | 502  | 542  | 515  | 541  | 579  |
| Quelle: Cassini und INSEE |      |      |      |      |      |      |      |      |

## Sehenswürdigkeiten

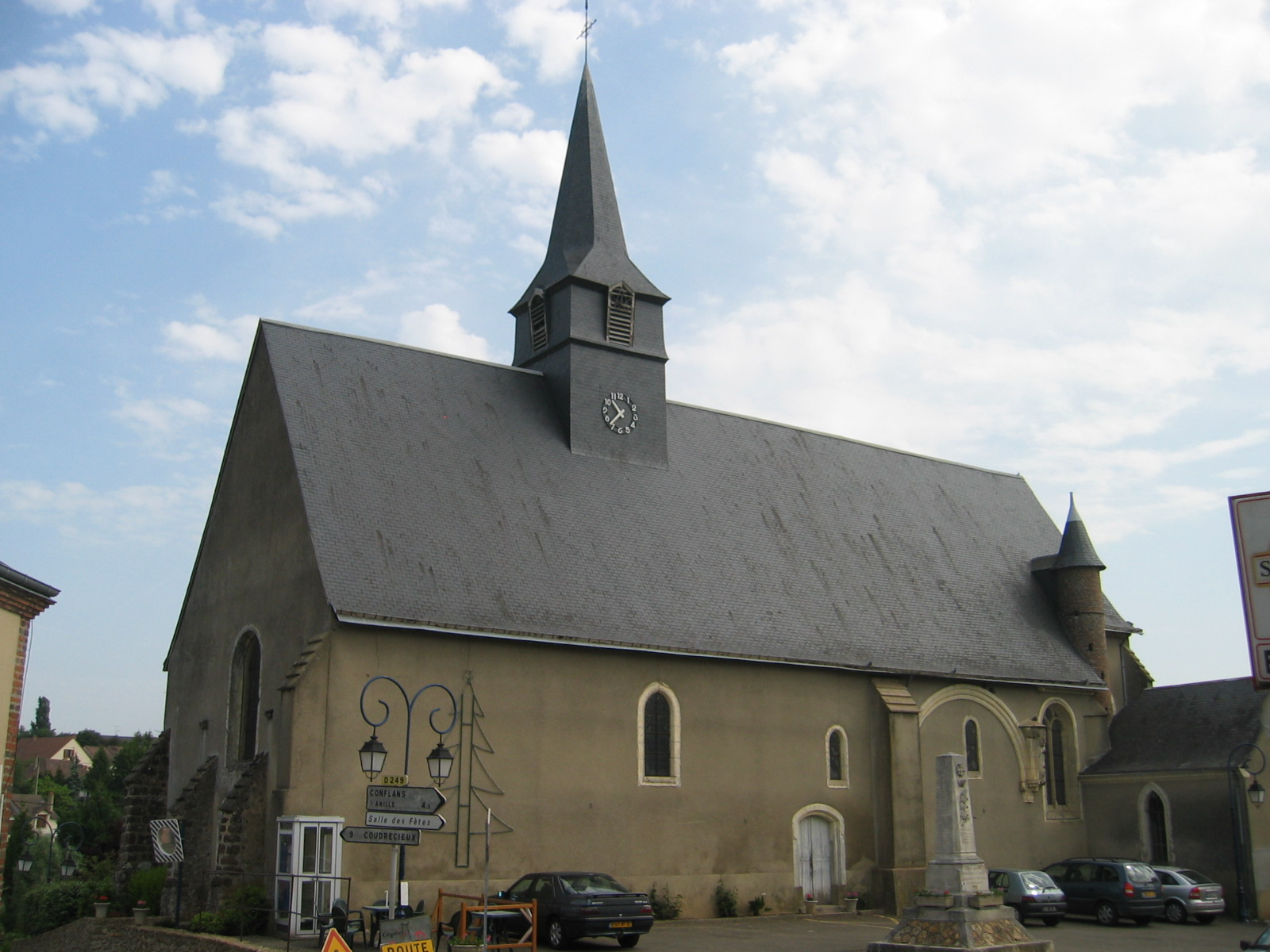
Kirche Saint-Jean-Baptiste

- Kirche Saint-Jean-Baptiste